# Dolmen von Kermorvant
Der 1992 unter Schutz gestellte Dolmen von Kermorvant (auch Dolmen von Resto genannt) liegt an einer Nebenstraße im Südwesten von Moustoir-Ac im Arrondissement Pontivy im Département Morbihan in der Bretagne in Frankreich. Die Anlage datiert ins Neolithikum, etwa 3000–2700 v. Chr. Dolmen ist in Frankreich der Oberbegriff für Megalithanlagen aller Art (siehe: Französische Nomenklatur).
Der einfache Dolmen (französisch Dolmen simple) ist in Resten erhalten. Er besteht aus vier Tragsteinen und der annähernd runden Deckenplatte mit einem Durchmesser von etwa 2,5 Metern. Es gibt einige weitere Steine in der Umgebung. So ist es möglich, dass dies das Ende einer Allée couverte ist, deren vorderer Bereich durch den Straßenbau zerstört wurde.
In der Nähe stehen die Menhire von Cosquéro, Kerara, Kermarquer und du Mené.